# Quentin Meillassoux
Quentin Meillassoux (Parijs, 1967) is een Frans filosoof. Hij geeft momenteel les aan het École Normale Supérieure en is de zoon van de antropoloog Claude Meillassoux. Hij is de voornaamste voorstander van de positie van het speculatief realisme.

## Leven en werk
Meillassoux is een student van de filosoof Alain Badiou, die ook het voorwoord op Meilassoux' eerste werk Après la finitude (2006) heeft geschreven. Tevens was hij leerling aan het Lycée Louis-le-Grand. Badiou stelt dat Meilassoux in dit werk een gehele nieuwe weg uittekent voor de hedendaagse filosofie, verschillend van Immanuel Kants drie alternatieven van criticisme, scepticisme en dogmatisme.
In dit boek stelt Meillassoux dat de filosofie na Kant gedomineerd wordt door wat Meillassoux noemt "correlationisme", dat de idee beschrijft dat de mens niet zonder de wereld kan bestaan, noch de wereld zonder de mens. Meillassoux stelt echter dat dit een oneerlijke stap is, waardoor de filosofie het probleem van hoe de wereld te beschrijven zoals hij echt is aan de kant kan zetten. In navolging van Badiou en diens interesse voor wiskunde, stelt Meillassoux dat we juist met de wiskunde de primaire eigenschappen (als uitgebreidheid, massa, ...) van de wereld kunnen bereiken, in tegenstelling tot de waarneming, die enkel die secundaire kwaliteiten (als kleur, geur, ...) bereikt.
Daarnaast probeert Meillassoux ook aan te tonen dat men dit "agnostisch scepticisme", dat stelt dat we niet zeker kunnen weten of er wel zoiets is als oorzakelijkheid, moeten omzetten in de radicale zekerheid dat zoiets als oorzakelijkheid in het geheel niet bestaat. Hij stelt verder dat hieruit volgt dat het eigenlijk noodzakelijk is dat alle natuurwetten contingent zijn. De wereld is een soort van grote chaos waarin de wet van de toereikende grond moet worden verlaten, hoewel de wet van de non-contradictie nog wel geldt.
Om deze redenen verwerpt Meillassoux de klassieke metafoor van Kants Copernicaanse revolutie in de filosofie. Het is immers net Kant die de wereld doet afhangen van de wijze waarop de mens haar observeert, wat resulteerde in het Duits idealisme. Meillassoux spreekt dan ook over Kants werk als een "Ptolemeïsche tegenrevolutie".